# 忻貴妃

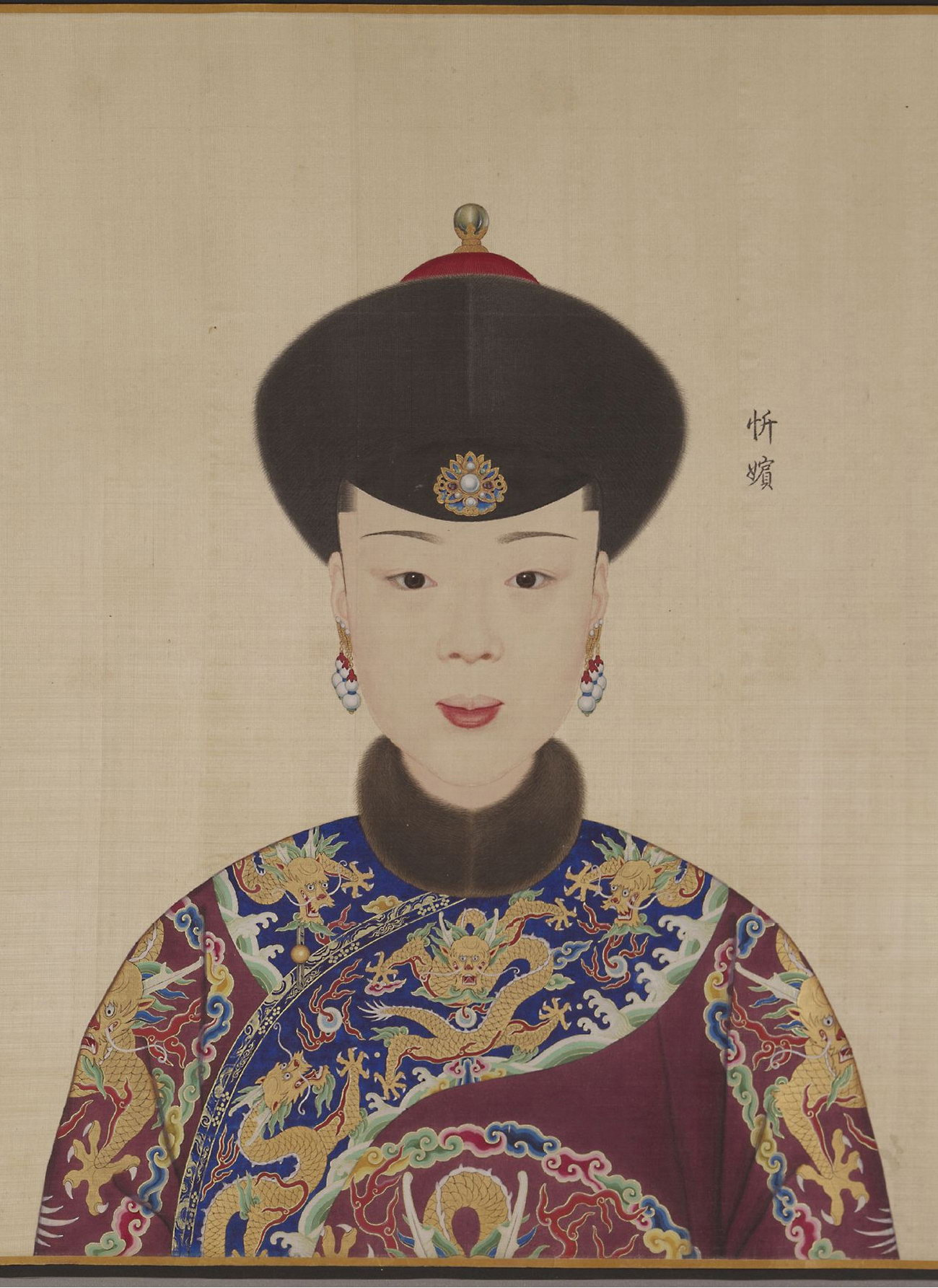
忻貴妃 戴佳氏

忻貴妃（? - 1764年）は清の乾隆帝の側妃。満州鑲黄旗の出身。姓は戴佳（ダイギャ）氏。河道総督那蘇図の娘。康煕帝の側妃の一人である成妃は祖父の従姉妹。

## 生涯
乾隆18年（1753年）、戴佳氏は忻嬪に冊封され、入宮する。
乾隆20年（1755年）、第六皇女 (四歳で早薨）を産む。
乾隆22年（1757年）、第八皇女 (十歳で早薨）を産む。
乾隆28年（1763年）、豫嬪とともに妃に封ぜられ，忻妃となる。
乾隆29年（1764年）、第三子妊娠中に逝去。忻貴妃に追贈され、裕陵の妃園寢に葬された。

## 子女
- 皇六女（夭逝）
- 皇八女（夭逝）

## 伝記資料
- 『清史稿』
- 『清実録』